# Зажигай!
«Зажигай!» (англ. Hit the Floor) — американский спортивный драматический телесериал о команде профессиональных чирлидеров, созданный Джеймсом ЛаРосой. Первые три сезона транслировались на телеканале VH1 в 2013—2016 годах, четвёртый сезон был показан на BET в 2018 году.

## Сюжет
У успешной профессиональной баскетбольной команды «Лос-Анджелесские дьяволы» есть команда чирлидеров «Дьяволицы». Команда болельщиц не менее популярна, чем сами баскетболисты. Молодая танцовщица Ахша Хейз мечтает пойти по стопам своей матери Слоан и попасть в команду «Дьяволиц». Мама против этой затеи, поэтому дочери приходится тайно идти на прослушивание. Ахша проходит прослушивание и попадает в команду. В команде у неё сразу же начинается конфликт с капитаном «Дьяволиц» Еленой Ховард. Елена видит в талантливой новенькой конкурентку, способную в будущем занять её место. Маме Ахши ничего не остается, как принять выбор дочери стать танцовщицей. Слоан, которая растила дочь одна и никогда не рассказывала ей об отце, отправляется на стадион «Дьяволов». Там она беседует с тренером баскетболистов Питом Дэвенпортом и просит его присматривать за Ахшей, так как та его дочь. Ахша появилась на свет в то время, когда Пит был баскетболистом, а Слоан чирлидершей. Сам Дэвенпорт не знал, что у него есть дочь. Ещё какое-то время Слоан будет удаваться скрывать от Ахши информацию о её отце. На саму Ахшу начинает обращать внимание баскетболист Дерек Роман, хотя у Ахши уже есть парень по имени Герман Вега и вообще в команде действуют жёсткие правила, запрещающие романтические отношения между баскетболистами и чирлидершами.

## Эпизоды
| Сезон      | Серии      | Серии      | Даты показа     | Даты показа     | Даты показа |
| Сезон      | Серии      | Серии      | Первая серия    | Последняя серия | Канал       |
| ---------- | ---------- | ---------- | --------------- | --------------- | ----------- |
| 1          | 10         | 10         | 27 мая 2013     | 29 июля 2013    | VH1         |
| 2          | 12         | 12         | 26 мая 2014     | 11 августа 2014 | VH1         |
| 3          | 10         | 10         | 18 января 2016  | 28 марта 2016   | VH1         |
| Спецвыпуск | Спецвыпуск | Спецвыпуск | 5 сентября 2016 | 5 сентября 2016 | VH1         |
| 4          | 8          | 8          | 10 июля 2018    | 28 августа 2018 | BET         |

## В ролях
| Актёр                  | Персонаж          | Сезоны          | Сезоны          | Сезоны          | Сезоны          |
| Актёр                  | Персонаж          | 1               | 2               | 3               | 4               |
| ---------------------- | ----------------- | --------------- | --------------- | --------------- | --------------- |
| Кимберли Элиз          | Слоан Хейз        | Постоянно       | Постоянно       | Постоянно       | Does not appear |
| Шарлотта Росс          | Оливия Винсент    | Постоянно       | Does not appear | Does not appear | Does not appear |
| Тейлор Пейдж           | Ахша Хейз         | Постоянно       | Постоянно       | Постоянно       | Does not appear |
| Логан Браунинг         | Елена Ховард      | Постоянно       | Постоянно       | Постоянно       | Гость           |
| Кэтерин Бэйлесс        | Кайл Харт         | Постоянно       | Постоянно       | Постоянно       | Постоянно       |
| Валери Ортис           | Ракель Салдана    | Постоянно       | Постоянно       | Постоянно       | Does not appear |
| Маккинли Фриман        | Дерек Роман       | Постоянно       | Постоянно       | Постоянно       | Постоянно       |
| Джонатан Макдэниел     | Герман Вега       | Постоянно       | Постоянно       | Постоянно       | Постоянно       |
| Роберт Кристофер Райли | Терренс Уолл      | Постоянно       | Постоянно       | Постоянно       | Does not appear |
| Дон Старк              | Оскар Кинкейд     | Постоянно       | Постоянно       | Постоянно       | Гость           |
| Дин Кейн               | Пит Дэвенпорт     | Постоянно       | Постоянно       | Постоянно       | Гость           |
| Адам Сенн              | Зеро              | Does not appear | Постоянно       | Постоянно       | Does not appear |
| Брент Антонелло        | Джуд Кинкейд      | Does not appear | Постоянно       | Постоянно       | Постоянно       |
| Джоди Лин О’Киф        | Лайонел Дэвенпорт | Does not appear | Постоянно       | Постоянно       | Постоянно       |
| Киндалл                | Джейми Лоусон     | Does not appear | Does not appear | Does not appear | Постоянно       |
| Тиффани Хайнс          | Ева Винсент       | Does not appear | Does not appear | Does not appear | Постоянно       |
| Кристиан Кордула       | Ной               | Does not appear | Does not appear | Does not appear | Постоянно       |
| Корт Кинг              | Пакс Лоу          | Does not appear | Does not appear | Does not appear | Постоянно       |
| Тейяна Тейлор          | Лондон Скотт      | Does not appear | Does not appear | Does not appear | Постоянно       |
| Тэнк                   | Уоррен Мэтьюз     | Does not appear | Does not appear | Does not appear | Постоянно       |

## Производство
В апреле 2012 года стало известно, что телеканал VH1 дал зелёный свет пилотной серии сериала о команде профессиональных баскетбольных чирлидеров. Первоначально сериал назывался «Bounce». Исполнительными продюсерами выступили Мэгги Малина и Джеймс ЛаРоса. Сценарий пилотной серии написал ЛаРоса, а режиссёром выступила Санаа Хамри. Главную роль Ахши исполнила Тейлор Пейдж, её мать Слоан сыграла Кимберли Элиз, а Дин Кейн сыграл Пита — тренера баскетбольной команды. Другие роли сыграли Валери Ортис и Кэтерин Бэйлесс. Позже стало известно, что одну из главных ролей сыграет Шарлотта Росс. Летом 2012 года стало известно, что к основному актёрскому составу присоединились Логан Браунинг, Джонатан Макдэниел и Маккинли Фриман. В апреле 2013 года Starz Distribution заключила соглашение о дистрибуции сериала за пределами Соединенных Штатов. Премьера сериала состоялась 27 мая 2013 года.
Телеканал VH1 объявил о продлении сериала на второй сезон 15 июля 2013 года. Премьера второго сезона состоялась 26 мая 2014 года. Во втором сезоне была показана детективная история, связанная с убийством Оливии, вдохновлённая сюжетной линией «Who shot J. R.?» сериала «Даллас». История с убийством была снята в нескольких вариантах, чтобы даже сами актёры не знали кто убийца, пока ключевая серия не выйдет в эфир.
29 июля 2014 года канал VH1 объявил о продлении сериала на третий сезон. Новый сезон начался 18 января 2016 года и завершился 28 марта. 5 сентября 2016 года вышел часовой спецвыпуск, в котором были завершены сюжетные арки третьего сезона.
27 апреля 2017 года было объявлено, что сериал переезжает на канал BET. Часть актёров покинула шоу. Из новых актёров к актёрскому составу присоединились: Тейяна Тейлор, Тиффани Хайнс, Корт Кинг, Киндалл и Кристиан Кордула. Премьера четвертого сезона, состоящего из восьми серий, состоялась 10 июля 2018 года.
Джеймс ЛаРоса в августе 2018 года рассказал, что у него есть планы на потенциальный пятый сезон. 7 декабря 2018 года стало известно, что BET отменили сериал.